# Psylla chinensis
Psylla chinensis är en insektsart som beskrevs av Yang och Li 1981. Psylla chinensis ingår i släktet Psylla och familjen rundbladloppor. Inga underarter finns listade i Catalogue of Life.